# Хосе Мармоль
Хосе Ма́рмоль (ісп. José Mármol; нар. 2 грудня 1817, Буенос-Айрес — пом. 9 серпня 1871, Буенос-Айрес) — аргентинський письменник. Належав до так званого «покоління 1837 року» аргентинських письменників-романтиків.

## Біографія
Народився 2 грудня 1817 року в Буенос-Айресі. Навчався в Університеті Буенос-Айреса. У 1838 році увійшов в таємне революційне товариство «Молода Аргентина» («Травнева асоціація»). За виступи в пресі і участь у русі проти диктатури Х. М. Росаса був заарештований. У 1840—1852 роках перебував в еміграції в Уругваї і Бразилії.

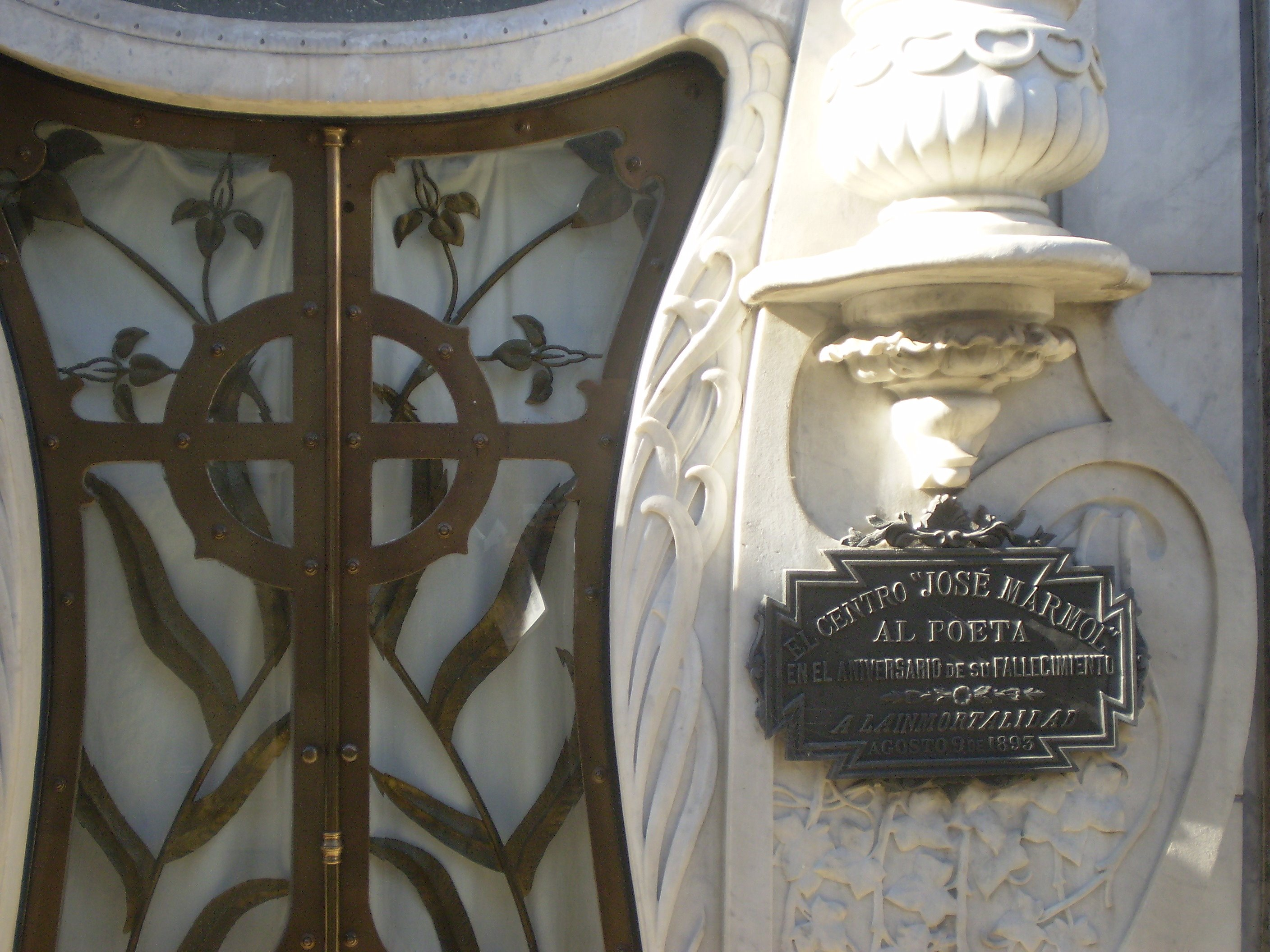
Склеп в якому похований Х. Мармоль.

Помер в Буенос-Айресі 9 серпня 1871 року. Похований на цвинтарі Реколета.

## Творчість
Свою творчість присвятив боротьбі проти диктатури Росаса. Твори:
- «Поет» (1841, віршовані драми);
- «Пісні пілігрима» (1847, поема);
- «Пілігрим» (1847, поема);
- «Гармонії» (1851, книга віршів);
- «Смерть Росасу» (1851, політичний памфлет);
- «Хрестоносець» (1851, віршовані драми);
- «Амалія» (1855, історичний роман; російський переклад під назвою «Друзі — гірше ворогів», 1868).